# Edoardo Benvenuto
Edoardo Benvenuto (* 11. Dezember 1940 in Genua; † 27. November 1998 ebenda) war ein italienischer Bauingenieur und Historiker der Bautechnik.

## Leben
Benvenuto besuchte ein humanistisches Gymnasium und wollte erst Pianist werden (Studium am Paganini Konservatorium, das er auch erfolgreich abschloss), wechselte dann aber zum Studium des Bauingenieurwesens in Genua mit dem Abschluss 1965. Er arbeitete bis 1974 in Genua in der Stadtplanung (Istituto Ligure Ricerche Economiche e Sociali, ILRES). Gleichzeitig lehrte er an der Universität Genua ab 1969, hielt Vorlesungen über Brückenbau und habilitierte sich 1970 in Baudynamik. 1975 erhielt er den Lehrstuhl für Baustatik (Strukturmechanik) an der neu gegründeten Fakultät für Architektur, deren Dekan er 1979 bis 1997 war.
Er gilt als einer der Begründer der Geschichte von Tragwerksstrukturen mit einer zuerst 1981 erschienenen Monographie, der nach weiteren Forschungen 1991 eine zweibändige Monographie folgte. Weitere Pioniere auf diesem Gebiet waren in Italien  Antonino Giuffrè und Salvatore Di Pasquale.
Mit Patricia Radelet-de Grave in Belgien initiierte er eine Reihe von internationalen Konferenzen (Between Mechanics and Architecture, mit entsprechenden Konferenzbänden). Nach seinem Tod wurde das durch die Associazione Edoardo Benvenuto unter Leitung von Jacques Heyman fortgesetzt.

## Schriften
- La Scienza delle Costruzioni e il suo sviluppo storico. Florenz 1981. Reprint: Rom 2006
- An introduction to the history of structural mechanics. 2 Bände. Springer 1991